# Andrew Hoggard

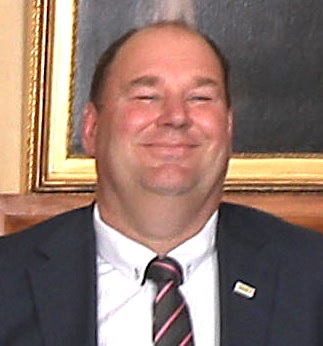
Andrew Hoggard (2023)

Andrew John Hoggard (* 1974/1975 in Kaitoke, Upper Hutt, Neuseeland) ist ein neuseeländischer Politiker der Partei ACT New Zealand.

## Leben
Hoggard wurde im Jahr 1974 oder 1975 in Kaitoke, einem Stadtteil von Upper Hutt geboren. Er besuchte das Heretaunga College in Upper Hutt und später die Massey University.

## Berufliche Karriere
Hoggard ging nach seinem Universitätsstudium für ein Jahr nach Kanada und arbeitete dort in einer Milch-, Rinder- und Getreidefarm.
Von 2014 bis 2017 war er Vorsitzender der Dairy Industry Group in Neuseeland und von 2016 bis 2020 Mitglied als Farmer Representative im Scientific Programme Coordination Committee der International Dairy Federation. Von Juni 2020 bis Mai 2023 war Hoggard Präsident der Federated Farmers of New Zealand.

## Politische Karriere
David Seymour, der Vorsitzende von ACT New Zealand, überredete Hoggard in der General Election des Jahres 2023 für seine Partei zu kandidieren und Hoggard bestand aber darauf für den Wahlkreis Rangitīkei kandidieren zu dürfen, musste sich dann aber in der Wahl für das Direktmandat mit 14,46 % der Wählerstimmen und dem dritten Platz begnügen.
In der General Election desselben Jahres verlor Labour ihre Regierungsmehrheit und mit dem guten Abschneiden der National Party, konnte Christopher Luxon mit seiner Partei über eine Drei-Parteien-Koalition eine Regierung bilden, deren Teil ACT New Zealand wurde.

### Ministerämter in der Regierung Luxon
Mit der Regierungsbildung vom 27. November 2023 übernahm Hoggard folgende Ministerämter außerhalb des Kabinetts:
| Minister                                                   | vom               | bis     |
| ---------------------------------------------------------- | ----------------- | ------- |
| Minister for Biosecurity                                   | 27. November 2023 | aktuell |
| Minister for Food Safety                                   | 27. November 2023 | aktuell |
| Associate Minister of Agriculture (Animal Welfare, Skills) | 27. November 2023 | aktuell |
| Associate Minister for the Environment                     | 27. November 2023 | aktuell |

Quelle: Department of the Prime Minister and Cabinet